# House of Fire (Jeanett Debb)
House of Fire è un singolo della cantante danese Jeanett Debb, pubblicato nel 2001 su etichetta discografica Sony Music Entertainment Denmark come secondo estratto dall'album di debutto Virtualize.
Il brano, che è stato utilizzato come sigla ufficiale dell'edizione inaugurale del reality show Big Brother Danmark, è stato scritto dalla stessa cantante con Mogens Binderup, ed è stato prodotto da quest'ultimo con Anders Hansen.

## Tracce
1. House of Fire – 3:30
2. House of Fire (versione strumentale) – 3:30

## Classifiche
| Classifica (2001) | Posizione massima |
| ----------------- | ----------------- |
| Danimarca         | 14                |